# Craig E. Williams
Craig E. Williams (nascido em 1948) é um veterano da Guerra do Vietname do exército americano de Kentucky e co-fundador da Fundação dos Veteranos do Vietname da América. Williams recebeu o Prémio Ambiental Goldman em 2006 pelos seus esforços para convencer o Pentágono a interromper os planos de incinerar depósitos em decomposição de armas químicas armazenadas nos Estados Unidos.
A Fundação dos Veteranos do Vietname da América, juntamente com outros grupos que formaram a Campanha Internacional para Banir as Minas Terrestres, recebeu o Prémio Nobel da Paz em 1997.
Williams foi um dos fundadores da Fundação dos Veteranos do Vietname da América em 1980 e serviu no conselho de directores da organização por 17 anos.